# 20180206 Live at Budokan
20180206 Live at Budokan è il terzo album dal vivo e quinto DVD del gruppo musicale giapponese Coldrain, pubblicato il 26 settembre 2018 dalla Warner Music Japan.

## Tracce
DVD e Blu-ray
1. Envy
2. Feed the Fire
3. Wrong
4. Fire in the Sky
5. Inside Out
6. Lost in Faith
7. No Escape
8. To Be Alive
9. Six Feet Under
10. Bury Me
11. Colorblind
12. Stay
13. Uninvited
14. Runaway
15. 24-7
16. Die Tomorrow
17. Confession
18. The Story
19. Gone
20. R.I.P.
21. Fiction
22. Adrenaline
23. F.T.T.T
24. Final Destination
25. A Decade in the Rain
26. The War Is On
27. Aware & Awake
28. The Revelation

CD 1
1. Envy
2. Feed the Fire
3. Wrong
4. Fire in the Sky
5. Inside Out
6. Lost in Faith
7. No Escape
8. To Be Alive
9. Six Feet Under
10. Bury Me
11. Colorblind
12. Stay
13. Uninvited
14. Runaway
15. 24-7
16. Die Tomorrow

CD 2
1. Confession
2. The Story
3. Gone
4. R.I.P.
5. Fiction
6. Adrenaline
7. F.T.T.T
8. Final Destination
9. A Decade in the Rain
10. The War Is On
11. Aware & Awake
12. The Revelation

## Formazione
- Masato – voce
- Y.K.C. – chitarra solista
- Sugi – chitarra ritmica, voce secondaria
- RxYxO – basso, voce secondaria
- Katsuma – batteria

## Classifiche
| Classifica (2018)  | Posizione massima |
| ------------------ | ----------------- |
| Giappone (DVD)     | 9                 |
| Giappone (Blu-ray) | 24                |